# Kuwait Motor Town
El Kuwait Motor Town es un circuito de carreras de motor en Kuwait, ubicado a 56 km (35 millas) al sur de la capital, la ciudad de Kuwait. El circuito principal es el primer circuito en Kuwait en tener una licencia FIA Grado Uno y FIM Grado A. El Kuwait Motor Town tiene como objetivo colocar a Kuwait a la vanguardia de los eventos de automovilismo de clase mundial.

## Historia
El circuito fue diseñado por el diseñador de circuitos de Fórmula 1, Hermann Tilke, a principios de 2017. La construcción estuvo a cargo de KCC Engineering and Contracting Company a un costo informado de KWD49 millones ($ 162 millones de dólares). La construcción del circuito se completó en diciembre de 2018 y la apertura del circuito en 2019. Está previsto que se lleve a cabo un mayor desarrollo alrededor del circuito, incluido un centro comercial "Ciudad del entretenimiento".
El primer evento celebrado en el circuito fue la ronda inaugural del CCampeonato de Oriente Medio de Rally de 2019 el 28 de marzo. En 2023, con la 24H Series en el Kuwait Motor Town, también se ha confirmado que las 12 horas de Kuwait de 2023 correrán el 8 de diciembre de 2023. La pista es la pista de carreras más larga de Medio Oriente.